# 59 d'Andròmeda
59 d'Andròmeda (59 Andromedae) és una estrella binària de la constel·lació d'Andròmeda. Té una magnitud aparent de 6,09.